# Léon Velluz
Léon Antoine Velluz est un chimiste, pharmacien et historien des sciences français né le 31 juillet 1904 à Bourg-en-Bresse et mort le 28 mai 1981 à Paris 5e,,.

## Biographie
Docteur en sciences physiques de l'Université de Lyon en 1928 après avoir soutenu une thèse sous la direction de Victor Grignard, Léon Velluz a été président de la Société chimique de France de 1955 à 1957 et est devenu académicien des sciences en 1961. 
Il est l'auteur de biographies bien documentées d'Antoine Lavoisier, de Marcellin Berthelot et de Joseph Priestley, ainsi que d'une série d'articles sur d'autres chimistes.

## Travaux
- Propriétés biochimiques des fonctions éthyléniques.
- Cryptotoxines, avec Hyacinthe Vincent.
- Cortisone, chloramphénicol, colchicosides, réserpine et dérivés, héparinoïdes.

## Parcours
- Docteur en sciences physiques, 1928.
- Professeur agrégé du Val-de-Grâce, 1931.
- Président de la Société chimique de France, 1955-1957.
- Membre de l'Académie des sciences, 1961.
- Membre de l'Académie nationale de médecine, 1962.
- Président de l'Académie nationale de pharmacie, 1963.
- Président de la fondation de la Maison de la Chimie.
- Directeur général du Centre de recherches Roussel-Uclaf.

## Distinctions
- Officier de la Légion d'honneur.

## Publications
- Recherches sur les propriétés biochimiques des liaisons éthyléniques, thèse de doctorat, sous la direction de Victor Grignard, Université de Lyon, 1928.
- Glucides et spécificité microbienne, 1933.
- La recherche chimique en France de 1940 à 1945, avec Georges Champetier, Paris, Association française pour l'avancement des sciences, 1946.
- Substances naturelles de synthèse, 1951.
- Les synthèses chimiques à stades multiples, Paris, Société d'encouragement pour l'industrie nationale, 1959.
- Notice sur les travaux scientifiques de Léon Velluz, Paris, Gauthier-Villars, 1960.
- Tendances actuelles de la synthèse stéroïdienne, 1963.
- Vie de Berthelot, Paris, Plon, 1964.
- Vie de Lavoisier, Paris, Plon, 1966.
- Histoire brève de la chimie, Paris, Librairie Maloine, 1966.
- Le pasteur Priestley, Paris, Plon, 1968.
- Maupertuis, Paris, Hachette, 1969.
- Libres propos, Périgueux, Fanlac, 1970.
- Du laboratoire au prince Igor, pages sur Borodine, Périgueux, Fanlac, 1971.
- Raspail, un contestataire au XIXème siècle, Périgueux, Fanlac, 1974.
- L'Honneur des clercs, Périgueux, Fanlac, 1975.
- Autour d'une jeunesse, Périgueux, Fanlac, 1976.
- Autour d'une équipe,  Périgueux, Fanlac, 1977.